# Gonopacha
Gonopacha is een geslacht van vlinders van de familie spinners (Lasiocampidae).

## Soorten
- G. brotoessa (Holland, 1893)
- G. rothschildi Aurivillius, 1927